# Schadenfreude

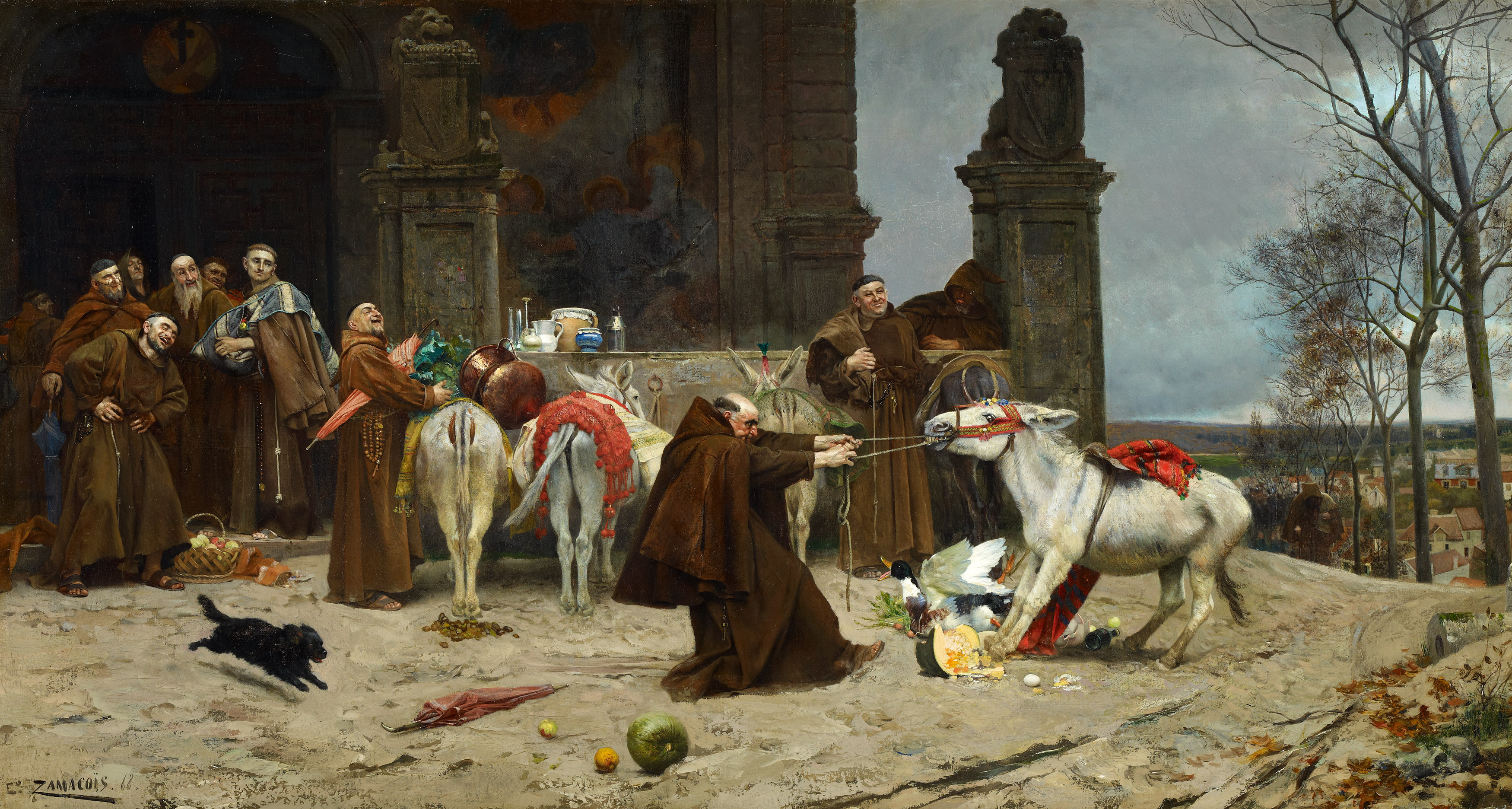
Retorn al convent, d'Eduardo Zamacois y Zabala, 1868. El quadre representa un grup de monjos rient-se d'un altre monjo lluitant sol amb un ruc, un exemple de schadenfreude.

La schadenfreude (ˈʃa.dn̩ˌfʀɔʏ.də, en alemany literalment La traducció literal de Too"dany-alegria") és l'experiència de plaer, alegria o autosatisfacció que prové de conèixer o presenciar els problemes, els fracassos, el dolor, el patiment o la humiliació d'una altra persona. És un mot manllevat de l'alemany sense equivalent en català. L'experiència de schadenfreude s'ha detectat en nens de tan sols 24 mesos i pot ser una emoció social important que estableixi les bases de l'aversió a la desigualtat. Es pot entendre la schadenfreude com el sentiment oposat a la compassió. Malgrat tractar-se d'un sentiment en principi negatiu, es fa servir sovint amb un sentit de satisfacció compartida, sobretot davant dels fracassos d'un poder que es percep com abusiu, o en rivalitats establertes, com les polítiques o esportives.

## Etimologia
Schadenfreude és un terme manllevat de l'alemany i usat en moltes llengües sobretot a partir de la seva difusió en anglès, llengua a la que s'ha integrat al llenguatge quotidià. És un compost de Schaden ("dany" o "pena") i Freude ("alegria"). En alemany, es va certificar per primera vegada a la dècada de 1740. El  testimoniatge més antic sembla ser Christoph Starke, "Synopsis bibliothecae exegeticae in Vetus Testamentum", publicat a Leipzig el 1750. En anglès, la paraula alemanya es va esmentar per primera vegada el 1852, i es va incorporar per primera vegada com vocable en un text el 1895. Tot i que els substantius comuns en anglès normalment no es posen en majúscula, schadenfreude de vegades ho és, seguint l'usatge alemany. En català  és un mot que cal usar sempre en femení i en minúscula.

## Causes psicològiques
Els investigadors han identificat tres forces impulsores de la schadenfreude: l'agressió, la rivalitat i la justícia.
L'autoestima té una relació negativa amb la freqüència i la intensitat de la schadenfreude experimentada per un individu; les persones amb una autoestima baixa tendeixen a experimentar schadenfreude amb més freqüència i intensitat.
Es planteja la hipòtesi que aquesta relació inversa està mediada a través de la inclinació psicològica humana a definir i protegir la identitat o autoconcepció individual i de grup. Concretament, per a algú amb una alta autoestima, veure que una altra persona fracassa encara pot comportar-li un petit (però de fet insignificant) augment de confiança perquè l'alta autoestima de l'observador redueix significativament l'amenaça que creuen que l'ésser humà en fracàs visible representa per al seu estat o identitat. Com que aquest individu confiat percep que, independentment de les circumstàncies, els èxits i fracassos de l'altra persona tindran poc impacte en el seu propi estatus o benestar, té molt poca inversió emocional en la manera com li va l'altra persona, sigui positiva o negativa.
Per contra, per a algú amb baixa autoestima, algú que té més èxit suposa una amenaça per al seu sentit de si mateix, i veure aquesta persona caure pot ser una font de consol perquè perceben una millora relativa en la seva situació interna o en el grup.
- La schadenfreude basada en l'agressivitat implica principalment la identitat del grup. L'alegria d'observar el patiment dels altres prové de la sensació de l'observador que el fracàs de l'altre representa una millora o validació de l'estatus del seu propi grup (dins del grup) en relació amb els grups externs (exteriors).
- La schadenfreude basada en la rivalitat és individualista i està relacionada amb la competència interpersonal. Neix d'un desig de destacar i superar els companys. Es tracta d'una schadenfreude basada en la desgràcia d'una altra persona provocant plaer perquè ara l'observador se sent millor amb la seva identitat personal i autoestima, en lloc de la seva identitat grupal.
- La schadenfreude basada en la justícia ve de veure que un comportament vist com a immoral o "dolent" és castigat. És el plaer associat a veure una persona "dolenta" essent perjudicada o rebent un càstig. La schadenfreude s'experimenta aquí perquè fa que la gent senti que s'ha restaurat l'equitat per un error no castigat anteriorment, i és un tipus d'emoció moral.

## Sinònims
Schadenfreude té equivalents en molts altres idiomes (com ara l'holandès leedvermaak, el suec skadeglädje, el danès skadefro, el  txec škodolibost o l'eslovac škodoradosť), però no hi ha cap equivalent d'una sola paraula en català d'ús habitual, malgrat que hi hagi altres maneres d'expressar el concepte que són, però, menys habituals que la forma alemanya:
L'epicaricàcia és un equivalent directe poc utilitzat, manllevat del grec epichairekakia (ἐπιχαιρεκακία, testimoniat per primera vegada a Aristòtil, de ἐπί epi 'sobre', χαρά chara 'alegria' i kakon 'maldat'.
La síndrome de la rosella alta (en anglès Tall poppy syndrome) és un fenomen cultural on les persones d'alt estatus són resentides, atacades, retallades o criticades perquè han estat classificades com a millors que els seus companys. Això s'assembla a la "revencència", el ressentiment o l'enveja de l'èxit d'un company. Si algú sent alegria per la caiguda en desgràcia de la víctima, estaria experimentant schadenfreude.
Les vacances romanes són una metàfora del poema de Byron Childe Harold's Pilgrimage, on un gladiador de l'antiga Roma espera ser "massacat per fer unes vacances romanes" mentre el públic gaudiria de veure el seu patiment. El terme suggereix disbauxa i desordre a més d'un gaudi sàdic.
La delectació morosa (del llatí: delectatio morosa) que significa "l'hàbit d'habitar amb gaudi amb mals pensaments", va ser considerada per l'església medieval com un pecat. L'escriptor francès Pierre Klossowski va sostenir que l'atractiu del sadisme és una delectació morosa.

## Emocions o conceptes relacionats
Les permutacions del concepte de plaer per la infelicitat d'un altre són: plaer per la felicitat d'un altre, disgust per la felicitat d'un altre i disgust per la infelicitat d'un altre. Les paraules d'aquests conceptes de vegades se citen com a antònims de schadenfreude, ja que cadascuna és el seu contrari d'alguna manera.
No hi ha cap terme en català corrent per al plaer sentit per la felicitat d'un altre (és a dir, alegria vicària), tot i que termes com "celebrar", "alegrar", "felicitar", "aplaudir" o "alegrar" sovint descriuen una forma compartida o recíproca de plaer. L'expressió pseudoalemanya freudenfreude, formada com a antònim fals de schadenfreude s'utilitza ocasionalment en diverses llengües. El terme d'argot hebreu firgun es refereix a la felicitat per la realització d'un altre.
El descontentament per la felicitat d'un altre està relacionat amb l'enveja, i potser en la gelosia. L'expressió pseudoalemanya  freudenschade significa de manera similar dolor per l'èxit d'un altre. La forma correcta seria Freudenschaden, ja que aquest terme inventat assumeix incorrectament que la n a Schadenfreude és un interfix i l'adjectiu schade ("desgraciat") un substantiu.
El descontentament davant la bona sort d'un altre és Gluckschmerz, paraula pseudoalemanya encunyada el 1985 com a broma per l'escriptora Wanda Tinasky (pseudònim probablement d'un fosc poeta de la Beat Generation anomenat Tom Hawkins), tot i que  la forma alemanya correcta seria Glücksschmerz. Des de llavors s'ha utilitzat en contextos acadèmics.
El sadisme dóna plaer a través de la inflicció de dolor, mentre que la schadenfreude és la sensació de plaer en observar la desgràcia i, en particular, confirmar la presumpció que l'altre d'alguna manera mereixia la desgràcia.

## Neologismes i variants
La paraula schadenfreude s'havia barrejat amb altres paraules per formar neologismes ja l'any 1993, quan Lincoln Caplan, al seu llibre Skadden: Power, Money, and the Rise of a Legal Empire, va utilitzar la paraula Skaddenfreude per descriure el plaer que els competidors de la firma d'advocats Skadden Arps tenien en els seus problemes de principis dels anys noranta. Altres inclouen spitzenfreude, encunyat per la revista The Economist per referir-se a la caiguda d'Eliot Spitzer, i Schadenford, encunyat pel Toronto Life pel que fa al polític canadenc Rob Ford.

## Ús literari i anàlisi filosòfica
El llibre dels Proverbis esmenta una emoció semblant a la schadenfreude, tot criticant-la:
Proverbis 24: 28
17 No t’alegris quan cau el teu enemic;
si ensopega, no ho celebris:  
18 el Senyor, que ho veu, no s’hi complauria

i retiraria el càstig contra ell.
A l'Àsia oriental, l'emoció de sentir alegria en veure les dificultats dels altres es va descriure ja a finals del segle IV aC. La frase Xing zai le huo ( xinès: 幸災樂禍 ) va aparèixer per primera vegada per separat com xing zai (幸災), és a dir, la sensació d'alegria de veure les penúries dels altres, i le huo (樂禍), és a dir, la felicitat derivada de la situació desafortunada dels altres, en l'antic text xinès Zuo zhuan (左傳). La frase feta xing zai le huo (幸災樂禍) encara s'utilitza entre els parlants de xinès.
En japonès, la dita hito no fukō wa mitsu no aji (人の不幸は蜜の味, lit. ‘la desgràcia d'un altre és dolça com la mel’)  exemplifica la schadenfreude.
A l' Ètica a Nicòmac, Aristòtil va utilitzar epikhairekakia (ἐπιχαιρεκακία en grec) com a part d'una tríada de termes, en la qual epikhairekakia és el contrari de phthonos (φθόνος), i nemesis (νέμεσις) ocupa la mitjana. Nemesis és "una resposta dolorosa a la bona fortuna immerescuda d'un altre", mentre que phthonos és una resposta dolorosa a qualsevol bona fortuna d'un altre, merescuda o no. La persona epikhairekakos (ἐπιχαιρέκακος) es complau amb la mala fortuna d'un altre.
Lucreci caracteritza l'emoció en un símil extens a De rerum natura : Suave, mari magno turbantibus aequora ventis, e terra magnum alterius spectare laborem, "És agradable contemplar des de la terra la gran lluita d'algú altre en un mar fet gran pels vents turbulents". La locució llatina abreujada suave mare magno ha transmès la frase a successives generacions familiaritzades amb els clàssics llatins.
Cesari de Heisterbach considera el "delit de l'adversitat d'un veí" com una de les "filles de l'enveja... que segueix la ira" en el seu Diàleg sobre els miracles.
Durant el segle XVII, Robert Burton va escriure:
 
El filòsof Arthur Schopenhauer va esmentar la schadenfreude com el pecat més dolent dels sentiments humans, dient famosament "Sentir enveja és humà, assaborir la schadenfreude és diabòlic".
La cançó "Schadenfreude"  al musical Avenue Q, és una exploració còmica de la relació del gran públic amb l'emoció.
El rabí Harold S. Kushner al seu llibre Quan les coses dolentes li passen a la bona gent descriu la schadenfreude com una reacció universal, fins i tot saludable, que no es pot evitar. "Hi ha un terme psicològic alemany, Schadenfreude, que fa referència a la vergonyosa reacció d'alleujament que sentim quan alguna cosa dolenta li passa a algú en lloc de a nosaltres". Dona exemples i escriu: "[La gent] no desitja mal als seus amics, però no poden evitar sentir un espasme vergonyós de gratitud que [la mala cosa] li passa a algú altre i no a ells".
El llibre de Susan Sontag Regarding the Pain of Others, publicat l'any 2003, és un estudi sobre la qüestió de com el dolor i la desgràcia d'unes persones afecten a altres, en especial, si la fotografia de guerra i les pintures de guerra poden ser útils com a eines contra la guerra, o si només ofereixen una certa sensació de schadenfreude en alguns espectadors.
El filòsof i sociòleg Theodor Adorno va definir la schadenfreude com "... un plaer en gran part imprevist en el patiment d'un altre, que és experimentat com a trivial i/o apropiat".
La paraula i la noció de schadenfreude s'està convertint progressivament en molt popular, segons Google.

## Estudis científics
Un article a The New York Times l'any 2002 va citar una sèrie d'estudis científics sobre la schadenfreude, que va definir com "delectar-se amb la desgràcia dels altres". Molts d'aquests estudis es basen en la teoria de la comparació social, que és la idea que quan les persones que ens envolten tenen mala sort, ens veiem millor a nosaltres mateixos. Altres investigadors han descobert que les persones amb baixa autoestima tenen més probabilitats de sentir schadenfreude que aquelles que tenen una alta autoestima.
Un estudi del 2003 va examinar la schadenfreude intergrupal en el context dels esports, concretament una competició internacional de futbol. L'estudi es va centrar en els equips de futbol alemany i holandès i els seus aficionats. Els resultats d'aquest estudi van indicar que l'emoció de schadenfreude és molt sensible a les circumstàncies que fan més o menys legítim sentir un plaer tan maliciós cap a un rival esportiu.
Un estudi de 2011 de Cikara i altres col·legues que utilitzava imatges de ressonància magnètica funcional (fMRI) va examinar la schadenfreude entre els aficionats al beisbol de Boston Red Sox i New York Yankees, i va trobar que els aficionats mostraven una activació més gran a les àrees cerebrals correlacionades amb el plaer autoinformat (estriat ventral ) quan observaven l'experiència de l'equip rival, un resultat negatiu. Per contra, els aficionats van mostrar una major activació al cingulat anterior i l'ínsula quan van veure que el seu propi equip experimentava un resultat negatiu.
Un experiment del 2006 sobre "justícia servida" suggereix que els homes, però no les dones, gaudeixen de veure patir "gent dolenta". L'estudi va ser dissenyat per mesurar l'empatia observant quins centres cerebrals s'estimulan quan els subjectes observats mitjançant ressonància magnètica funcional veuen algú experimentant dolor físic. Els investigadors esperaven que el centre d'empatia dels subjectes del cervell mostrés més estimulació quan els considerats "bons" reben una descàrrega elèctrica, que no pas si la descàrrega es donava a algú que el subjecte tenia motius per considerar "dolents". Aquest va ser, efectivament, el cas, però per als subjectes masculins, els centres de plaer del cervell també es van il·luminar quan algú va rebre una commoció que l'home pensava que era "merescut".
Estudis d'exploració cerebral han mostrat que la schadenfreude es correlaciona amb l'enveja. Els forts sentiments d'enveja activen els nodes físics del dolor a l'escorça cingulada anterior dorsal del cervell; els centres de recompensa del cervell, com l'estriat ventral, es van activar per la notícia que altres persones envejades havien patit desgràcies. La magnitud de la resposta del cervell a la schadenfreude fins i tot es podria predir a partir de la força de la resposta d'enveja anterior.
Un estudi realitzat l'any 2009 proporciona proves de la capacitat de la gent de sentir schadenfreude en resposta a esdeveniments negatius de la política. L'estudi va ser dissenyat per determinar si hi havia o no la possibilitat que els esdeveniments que contenien desgràcies objectives poguessin produir-la. En l'estudi es va informar que la probabilitat d'experimentar sentiments de schadenfreude depèn de si el propi partit d'un individu o el contrari està patint danys. Aquest estudi suggereix que el camp de la política és un territori privilegiat per als sentiments de schadenfreude, especialment per a aquells que s'identifiquen fortament amb el seu partit polític.
L'any 2014, una investigació en forma d'enquesta en línia va analitzar la relació entre la schadenfreude i els trets de la " Tríada fosca " (és a dir, el narcisisme, el maquiavel·lisme i la psicopatia). Els resultats van mostrar que aquells enquestats que tenien nivells més alts de trets de la Tríada Fosca també tenien nivells més alts de schadenfreude, es dedicaven a activitats antisocials més grans i tenien més interès en el sensacionalisme.